# Parque Josaphat

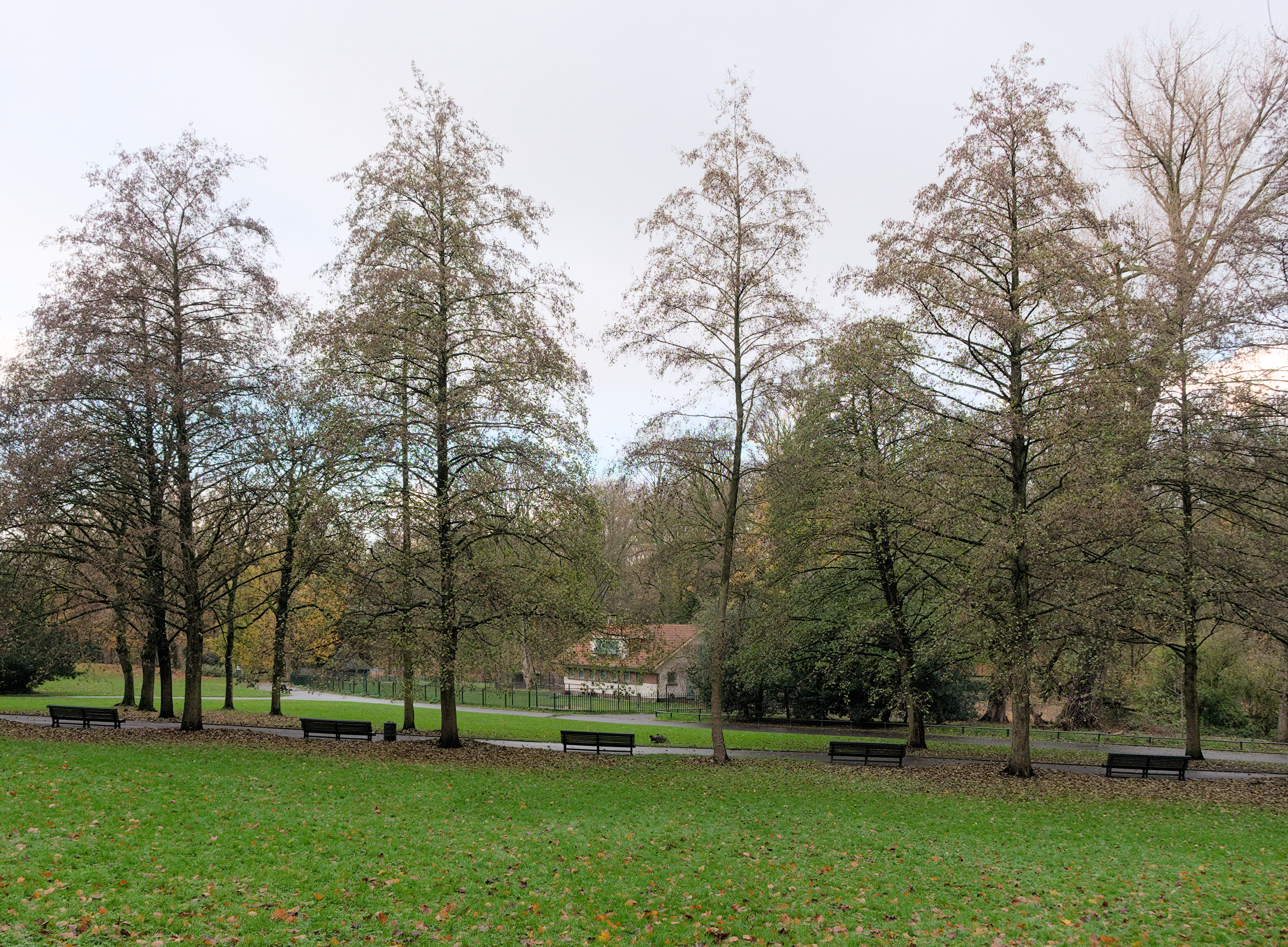
Parque Josaphat

El parque Josaphat (en francés: Parc Josaphat; en neerlandés: Josaphatpark) es un espacio verde urbano de 20 ha situado en Schaerbeek (Bruselas) en Bélgica.